# Liste der Naturdenkmale in Dörscheid
Die Liste der Naturdenkmale in Dörscheid nennt die im Gemeindegebiet von Dörscheid ausgewiesenen Naturdenkmale (Stand 20. Mai 2024).

## Ehemalige Naturdenkmale
| Nr. | Bezeichnung        | Lage                        | Beschreibung                                       | Bild                                    |
| --- | ------------------ | --------------------------- | -------------------------------------------------- | --------------------------------------- |
|     | Holländische Linde | Rheinstraße, vor Nr. 7 Lage | Tilia × europaea; Rechtsverordnung 2013 aufgehoben | Direkt Bild zu diesem Denkmal hochladen |